# بي. جاي وارد
بي. جاي وارد (بالإنجليزية: B. J. Ward)‏ هو لاعب كرة قدم أمريكية أمريكي، ولد في 4 نوفمبر 1981 في دالاس في الولايات المتحدة.

## وصلات خارجية
- بي. جاي وارد على موقع مرجع كرة القدم المحترفة.كوم (الإنجليزية)